# Kop van Jut (Amsterdam)

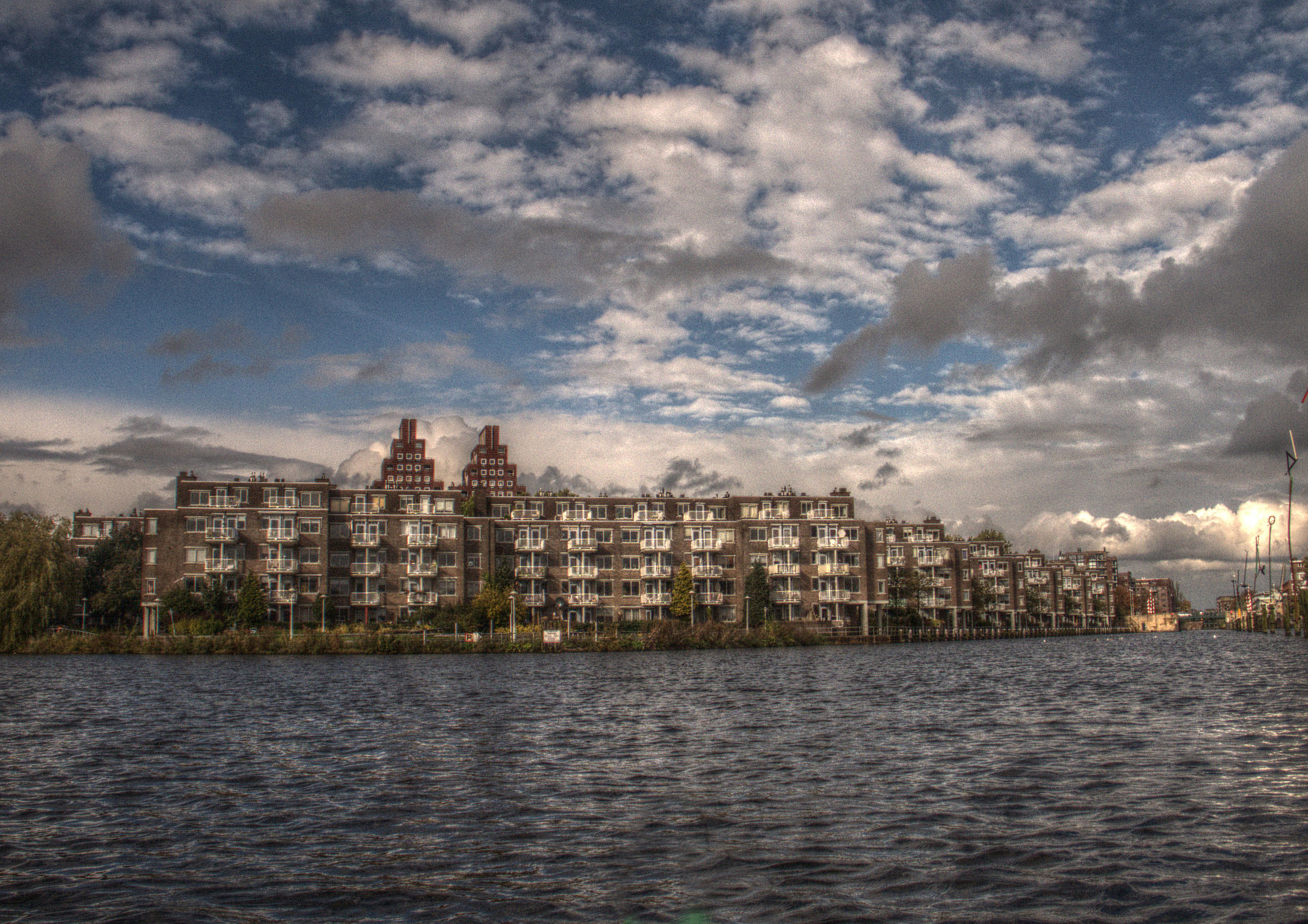
De Kop van Jut (als buurt) gezien vanaf de Kostverlorenvaart. In de verte is de Beltbrug zichtbaar, en de toppen van de De Piramides (oktober 2012)

Kop van Jut is een kade met voetpad in stadsdeel Amsterdam-West. Het pad heeft geen huisnummers.

## Geschiedenis
Het pad is een soort ringpad rond een omstreeks 1984 ingerichte woonwijk. Deze woonwijk werd gebouwd op een driehoekig terrein aan de zuidkant van de Jan van Galenstraat, gelegen tegenover de Centrale Markthallen. Deze driehoek ontstond bij het graven van het Westelijk Marktkanaal, een zijtak van de Kostverlorenvaart om die Centrale Markthallen beter bereikbaar te maken. Op dat terrein was vanaf 1888 de gemeentelijke as- en vuilnisbelt gevestigd. Kop van Jut en de Markhallen vormen samen één lang gerekt schiereiland, dat ligt tussen die splitsing en de Haarlemmerweg.

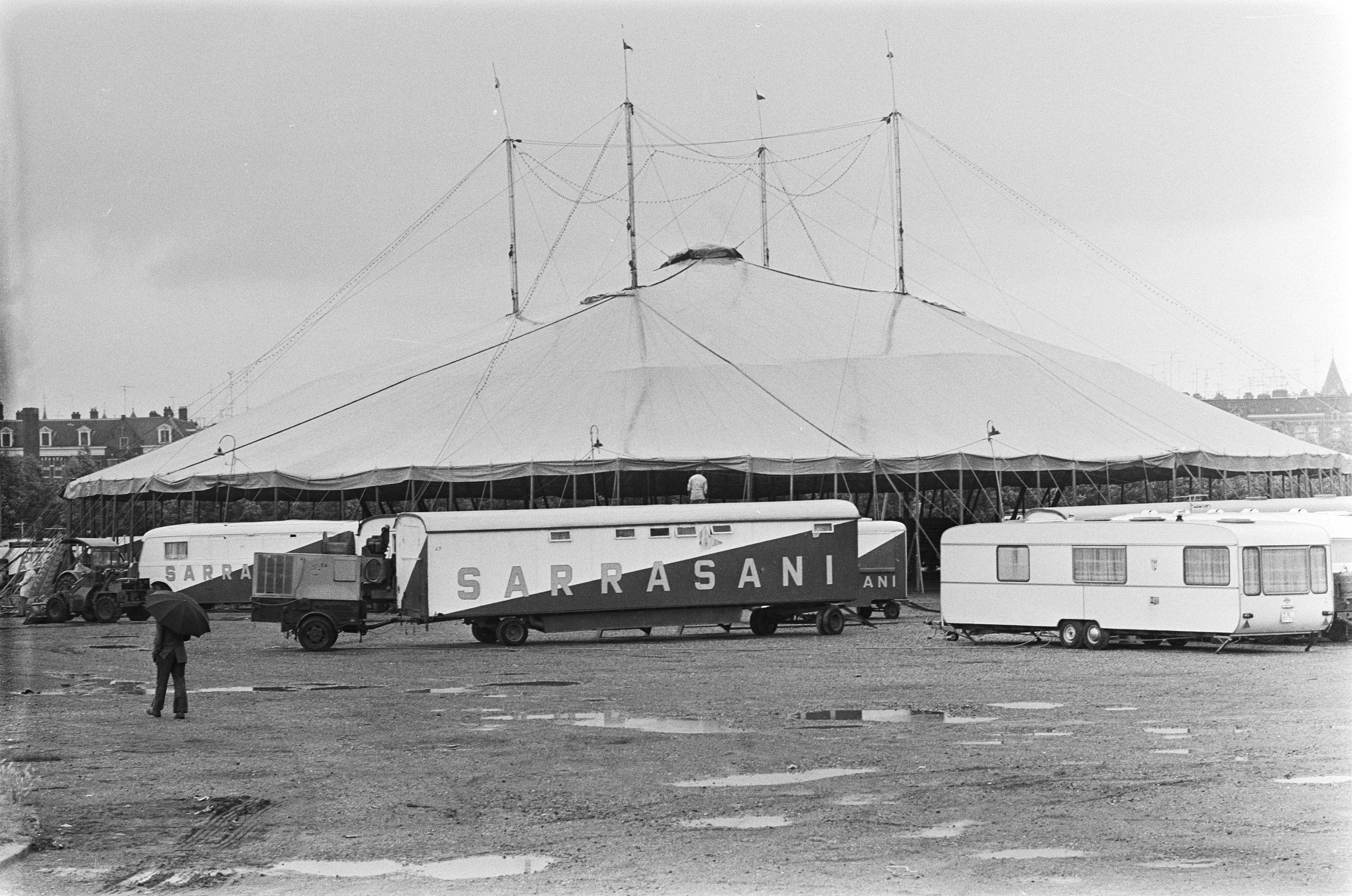
Circus in 1978

De zuidelijke driehoek is alleen bereikbaar via twee bruggen in de Jan van Galenstraat: de Beltbrug in het oosten (vernoemd naar de vuilnisbelt) en de Jan van Galenbrug in het westen (vernoemd naar de straat). Dit terrein werd jarenlang gebruikt als speelplaats en/of parkeerplaats maar er werden ook evenementen georganiseerd tot een jaarlijkse grote kermis of een circus. In verband met stadsverdichting kwamen er ook wel (nood-)schoolgebouwen.
Die stadsverdichting kwam op haar hoogtepunt beginjaren tachtig. Het gehele terrein werd op het noordelijke deel na geheel volgebouwd met sociale woningbouw en een school. Verdere verdichting kwam in 2007 in de vorm van de woontoren (of eigenlijk twee woontorens onder de naam De Piramides met daarachter een sportveld. Er kwam voorts een nieuw schoolgebouw van het Marcanti College ter vervanging van een ouder gebouw. 
Bij de zuidpunt, waar ook een klein (naamloos) plantsoen is, ligt een kom waar behalve de Kostverlorenvaart en het Westelijk Marktkanaal ook Hugo de Grootgracht en de Bilderdijkgracht op uitkomen.
Het voetpad werd in 1984 vernoemd naar de kermisattractie kop-van-jut. Die naam werd later ook gebruikt als aanduiding van het gehele terrein ten zuiden van de Jan van Galenstraat, dat officieel Marcanti heet. De enige (verkeers)straat op de punt Marcantilaan werd vernoemd naar de vroegere MarktCantine (kantine behorende bij de Marthallen) waarvan de naam werd overgeleverd naar Schouwburg Marcanti en Marcanti Plaza, dat in 2023 tegen de vlakte ging.

## Kunst
Aan het pad staat de Palen-staketsel van Ger Dekker. Op de woningen staand aan de Kostverlorenvaart zijn bloemsilhouetten geschilderd. Verder zijn er in de wijk bewerkte zitbankjes geplaatst. 
 Abberdaan · Admiralenbuurt · Amstel III · Amsteldorp · Amstelkwartier · Andreas Ensemble · Apollobuurt · ArenAPoort · Bajeskwartier · Banne Buiksloot · Bedrijventerrein Sloterdijk · Bellamybuurt · Betondorp · Bijlmer · Binnenstad · Bloemenbuurt · Borgerbuurt · Borneo · Bos en Lommer · Buiksloot · Buiksloterham · Buikslotermeer · Buiteneiland · Buitenveldert · Bullewijk · Burgwallen Oude Zijde · Burgwallen Nieuwe Zijde · Centrum Amsterdam Noord · Centrumeiland · Chassébuurt · Chinatown · Cremerbuurt (Amsterdam) · Cruquius · Czaar Peterbuurt · Da Costabuurt · Dapperbuurt · De Aker · De Baarsjes · De Bongerd · De Eendracht · De Heining · De Krommert · De 9 Straatjes · De Omval · De Pijp · Diamantbuurt · Driemond · Disteldorp · Dubbele Buurt · Duivelseiland · Duvelshoek · Elzenhagen · Erasmusparkbuurt · Floradorp · Frederik Hendrikbuurt · Funenpark · Gaasperdam · Gein · Geuzenveld · Gibraltarbuurt · Gouden Reael · Gulden Winckelbuurt · Grachtengordel · Haarlemmerbuurt · Hallenkwartier · Haven-Stad · Haveneiland · Havenstraatterrein · Helmersbuurt · Het Funen · Holendrecht · Hoofddorppleinbuurt · Houthaven · IJ-oevers · IJburg · IJdock · IJplein · Indische Buurt · Jan Maijenbuurt · Java-eiland · Jeruzalem · Jeugdland ·Jodenbuurt · Jordaan · Julianapark · Kadijken · Kadoelen · Kattenburg · Kinkerbuurt · KNSM-eiland · Kolenkitbuurt · Kop van Jut · Van der Kunbuurt · Laan van Spartaan · Landlust · Landstrekenbuurt · Lastage · Leidsebuurt · Lutkemeer · Marathonbuurt · Marineterrein · Marken · Marktkwartier · Medisch Centrum Slotervaart · Mercatorbuurt · Middelveldsche Akerpolder · Molenwijk · Museumkwartier · Nellestein · Nieuw Sloten · Amsterdam Nieuw-West · Nieuwe Pijp · Nieuwendam · Nieuwendammerdijk en Buiksloterdijk · Nieuwendammerham · Nieuwezijde · Nieuwmarkt · Noorderhof · Noordoever Sloterplas · Noordse Bos · Olympisch Kwartier · Omval · Ookmeer · Oostelijk Havengebied · Oostelijke Eilanden · Oostelijke Handelskade · Oostenburg · Oosterdokseiland · Oosterparkbuurt · Oostoever Sloterplas · Oostpoort · Oostzanerwerf · Osdorp · Oud Osdorp · Oud-Oost · Oud-West · Oud-Zuid · Oude Pijp · Oudezijde · Overamstel · Overhoeks · Overtoombuurt · Overtoomse Buurt · Overtoomse Veld · Park Haagseweg · Park de Meer · Plan van Gool · Plan West · Plan Zuid · Planciusbuurt · Plantagebuurt · Postjesbuurt · Prinses Irenebuurt · Rapenburg · Reigersbos · Riekerpolder · Rieteilanden · Rietlanden · Rivierenbuurt · Robert Scottbuurt · Roeterseiland · Ruigoord · Schinkel (bedrijventerrein) · Schinkelbuurt · Science Park · Sloten · Sloterdijk · Sloterdijk-Centrum · Slotermeer · Slotervaart · Sluisbuurt · Spaarndammerbuurt · Spieringhorn · Sporenburg · Sportheldenbuurt · Staatsliedenbuurt · Stadionbuurt · Steigereiland · Strandeiland · Teleport · Transvaalbuurt · Trompbuurt · Tuindorp Buiksloot · Tuindorp Buiksloterham · Tuindorp Nieuwendam · Tuindorp Oostzaan · Tuttifruttidorp · Van Tijenbuurt · Uilenburg · Universiteitskwartier · Valkenburg · Van der Kunbuurt · Van der Pekbuurt · Van Lennepbuurt · Venserpolder · Vlooienburg · Vogelbuurt · Vogeldorp · Vogeltjeswei · Volewijck · Vondelparkbuurt · Vrije Geer · Waalseiland · Watergraafsmeer · Waterlandpleinbuurt · Waterwijk · Weesp · Weesperbuurt · Weespertrekvaartbuurt · Weesperzijde · Westelijke Eilanden · Westelijke Tuinsteden · Westerdokseiland · Westerpark · Westpoort · Willemspark · Wittenburg · Zeeburg · Zeeburgereiland · Zeeheldenbuurt · Zuidas · Zuideramstel